# Bataille du lac Vadimon (310 av. J.-C.)
Ne doit pas être confondu avec Bataille du lac Vadimon (283 av. J.-C.).
La bataille du lac Vadimon (310 av. J.-C.) est une victoire de Rome sur les Étrusques pendant la Guerre romano-étrusque de 311 av. J.-C. à 308 av. J.-C., vers la fin du conflit plus large qu'est la deuxième guerre samnite.
Cette bataille fut remportée par Q. Fabius Rullianus sur les Étrusques qui s'étaient alliés aux Samnites. Constituant le plus important engagement entre les Romains et les Étrusques, elle marqua le début du déclin de ces derniers.
Certains historiens pensent que s'est imposé dans le récit un simple doublon de la bataille de 283, mais d'autres remarquent que, sur une voie de communication importante, « il n’est pas anormal qu’on se soit battu à diverses reprises ».

### Sources antiques
- Tite-Live, Histoire de Rome depuis sa fondation (lire sur Wikisource), p. IX, 39.